# Palo Alto (film din 2013)
Palo Alto este un film dramatic american din 2013, regizat și scenarizat de Gia Coppola, pe baza colecției de povestiri scurte Palo Alto a lui James Franco din 2010. Actorii protagoniști din acest film sunt James Franco, Emma Roberts, Jack Kilmer, Nat Wolff și Zoe Levin.

## Distribuție
- Emma Roberts în rolul lui April
- Jack Kilmer în rolul lui Teddy
- Nat Wolff în rolul lui Fred
- James Franco în rolul lui Mr. B
- Zoe Levin în rolul lui Emily
- Val Kilmer în rolul lui Stewart
- Keegan Allen în rolul lui Archie
- Margaret Qualley în rolul lui Raquel
- Chris Messina în rolul lui Mitch

## Soundtrack
Coloana sonoră a filmului a fost lansată pe 3 iunie 2014, prin intermediul Domino Recording Company.
1. "Palo Alto" de Devonté Hynes
2. "Ode to Viceroy" de Mac DeMarco
3. "Fútbol Americano" de Robert Schwartzman
4. "Champagne Coast" de Blood Orange
5. "5FT7" de Tonstartssbandht
6. "Is This Sound Okay?" de Coconut Records
7. "Rock Star" (movie version) de Nat & Alex Wolff
8. "Senza Mamma" de Francesco Pennino
9. "Graveyard" de Robert Schwartzman
10. "So Bad" de Robert Schwartzman
11. "April's Daydream" de Devonté Hynes
12. "It's You" de Robert Schwartzman
13. "T.M." de Jack Kilmer
14. "You're Not Good Enough" de Blood Orange